# Gribehandske
En gribehandske er en handske, som bæres af ishockeymålmænd. Den minder om en baseballhandske, men har beskyttelse af håndryggen mod slag. I regelbogen fra Dansk Ishockey Union (DIU) er dens maksimale mål beskrevet som følger:
- 20,32 cm i bredden hvor som helst på håndledsdelen, som må have en maksimum højde på 10,16 cm.
- 46 cm mellem hælen og langs med gribelommen til toppen.
- 114,3 cm. i omkreds